# Лерман Ярослав Йосипович
Яросла́в Йо́сипович Ле́рман — полковник Збройних сил України, частина у мирний час базується на території Житомирської області — Центр електрогазового та автотехнічного забезпечення Повітряних Сил Збройних Сил України, командир частини.
Депутат Житомирської районної ради.

## Нагороди
31 жовтня 2014 року за особисту мужність і героїзм, виявлені у захисті державного суверенітету та територіальної цілісності України, вірність військовій присязі під час російсько-української війни, відзначений — нагороджений орденом Данила Галицького.